# Megophrys latidactyla
Cóc mắt ngón chân rộng (Danh pháp khoa học: Megophrys latidactyla) là loài cóc trong họ Megophryidae, chúng là loài mới được phát hiện ở Nghệ An, loài cóc mắt ngón chân rộng mới được tìm thấy ở khu dự trữ sinh quyển của tỉnh Nghệ An. Mẫu vật được thu thập tại Vườn quốc gia Pù Mát.
Đây là loài cóc mắt thứ 2 được ghi nhận ở miền Trung Việt Nam. Loài mới là kết quả nghiên cứu hợp tác giữa Bảo tàng thiên nhiên Việt Nam và Viện động vật Saint Petersburg. Loài cóc mới có đặc điểm đặc trưng như đầu phẳng, rộng hơn so với chiều dài, mắt to, lồi lên, với các sừng trên mí mắt trên, viền trên các ngón tay và chân của loài có một rìa da riêng biệt.